# Bob’s Burgers
Bob’s Burgers – amerykański animowany serial komediowy dla starszej widowni, wymyślony przez Lorena Boucharda i nadawany przez stację Fox od 9 stycznia 2011 roku. W Polsce serial nadawano od 14 marca 2012 na kanale Fox Polska, później na Fox Comedy. Od 2022 roku dostępny na platformie streamingowej Disney+.
13 lutego 2019 roku stacja Fox ogłosiła przedłużenie serialu na 10. sezon. 
W 2013 roku, magazyn TV Guide ogłosił Bob’s Burgers jedną z najlepszych 60 kreskówek w telewizji.
27 maja 2022 roku amerykańską premierę miał film Bob's Burgers Film. Film nie doczekał się jednak polskiej premiery kinowej, która początkowo miała odbyć się w maju, jak podawano w polskiej wersji zwiastuna Znalazł się jednak na platformach streamingowych.

## Fabuła
Fabuła serialu skupia się wokół rodziny Belcherów, która prowadzi restaurację Bob’s Burgers. Właścicielem lokalu jest Bob Belcher. Ma żonę Lindę, z którą wychowuje trójkę dzieci: Tinę, Gene’a oraz Louise.

## Postacie

### Główne
Bob Belcher - mąż Lindy i ojciec Tiny, Gene’a oraz Louise. Jest właścicielem rodzinnej restauracji Bob’s Burgers. Pełni tam również funkcję kucharza. Jest uczulony na homary. Bob jest typowym mężem i ojcem zarabiającym na dom i dzieci. Lubi pić alkohol wspólnie z żoną. 
Linda Belcher - żona Boba i matka Tiny, Gene’a oraz Louise. Jest oddaną żoną i ma słabość do wąsów męża. Uwielbia teatr, figurki porcelanowe oraz czyta romanse. W restauracji zajmuje się księgowością. Jej rodzicami są Al i Gloria. Linda ma również siostrę, Gayle.
Tina Ruth Belcher - córka Boba i Lindy, ich najstarsze dziecko. Posiada niską barwę głosu, jest nieśmiała, przez co często rodzeństwo nabija się z niej. Uwielbia konie.
Gene Belcher - jedyny syn Boba i Lindy. Jest entuzjastyczny i energiczny. Jest optymistycznie nastawiony w każdej sprawie. Uwielbia grę na keyboardzie. W przyszłości chce zostać sławnym muzykiem. Boi się węży.
Louise Belcher - córka Boba i Lindy, najmłodsza z rodzeństwa. Mimo wieku, dominuje nad bratem i siostrą. Często jest agresywna, również w stosunku do dorosłych. Ma czarne poczucie humoru i uwielbia mroczne rzeczy. Zawsze nosi na głowie różowe królicze uszy. 

### Inne
- Al - mąż Glorii, ojciec Lindy i Gayle oraz dziadek Tiny, Gene’a i Louise. Rzadko się odzywa i wszędzie towarzyszy żonie.
- Gloria - żona Ala, matka Lindy i Gayle oraz babcia Tiny, Gene’a i Louise. Bob nie lubi jej i zawsze stara się ukryć przed nią, gdy odwiedza córkę.
- Gayle - siostra Lindy. Jest neurotyczną artystką. Jest samotna i podkochuje się w Bobie.
- Jimmy Pesto - właściciel włoskiej restauracji naprzeciwko Bob’s Burgers. Rywal Boba. Ojciec Jimmy’ego Juniora oraz bliźniaków Ollie'ego i Andy’ego.
- Jimmy Pesto Junior - najstarszy syn Jimmy’ego. Chodzi do jednej klasy z Tiną, która skrycie się w nim podkochuje.
- Ollie i Andy Pesto - bliźniacy, synowie Jimmy’ego i bracia Jimmy’ego Juniora. Są dziecinni, ale bardzo się o siebie troszczą.

### Główna obsada

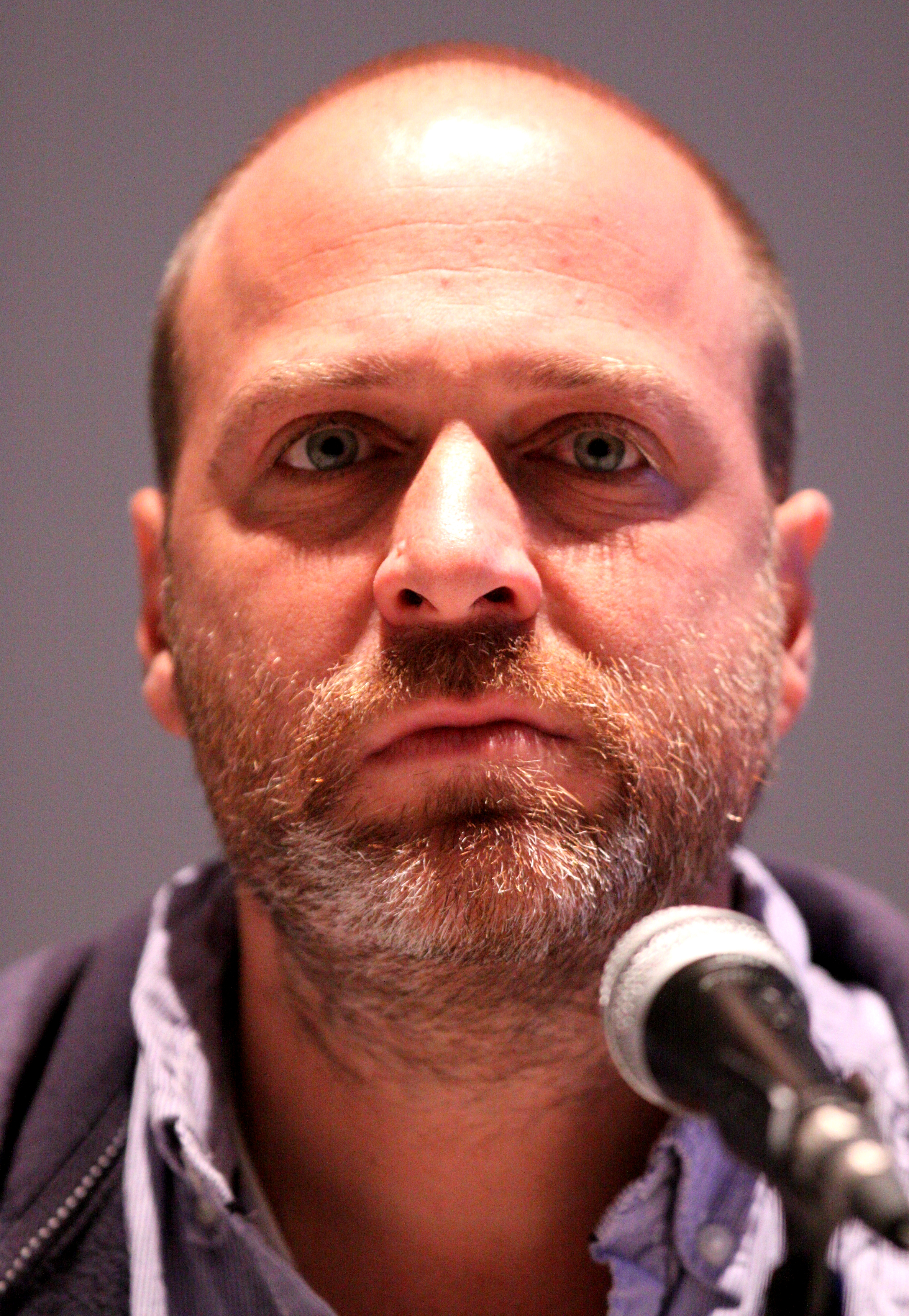
H. Jon Benjamin jako Bob Belcher (2010)
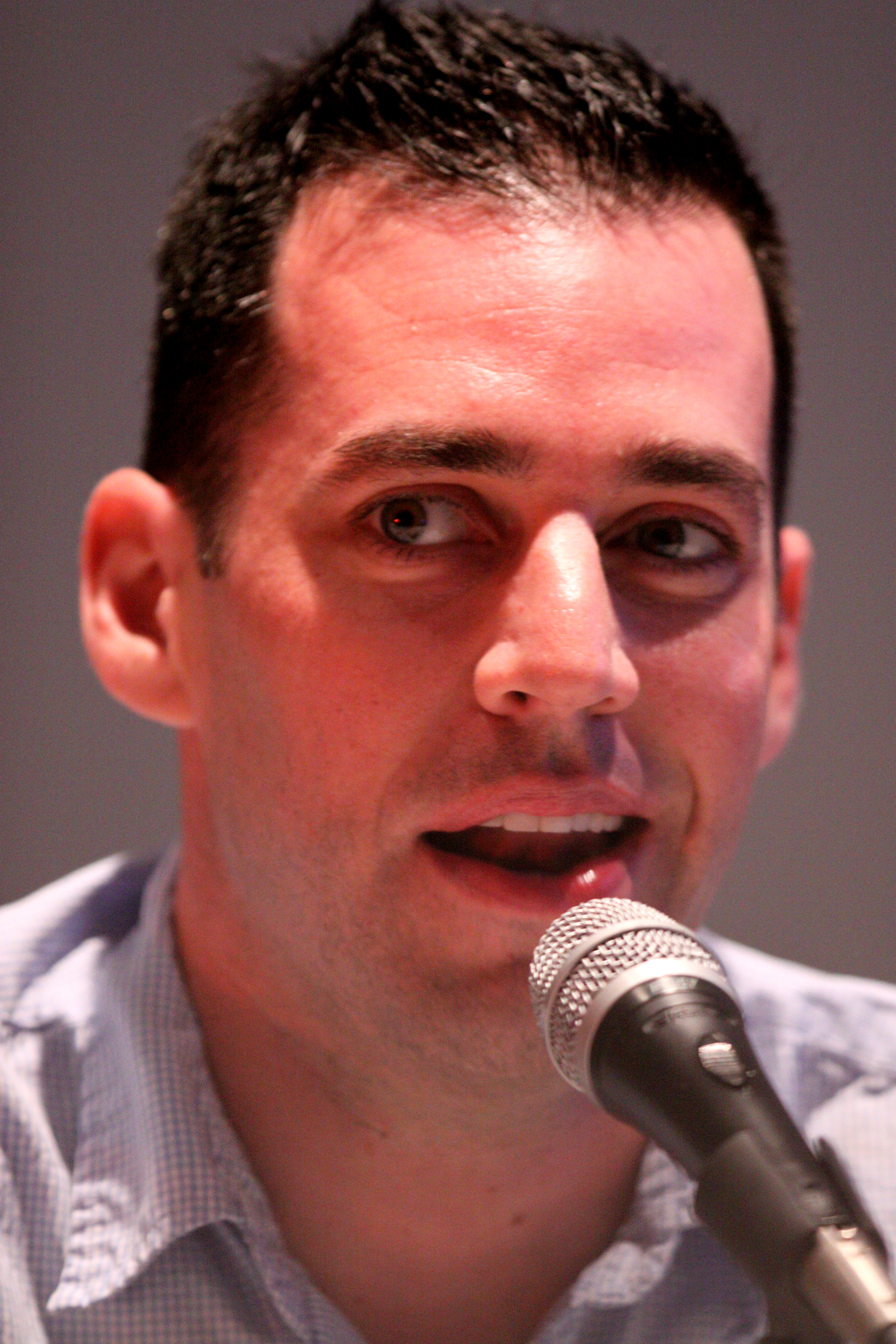
John Roberts jako Linda Belcher  (2010)
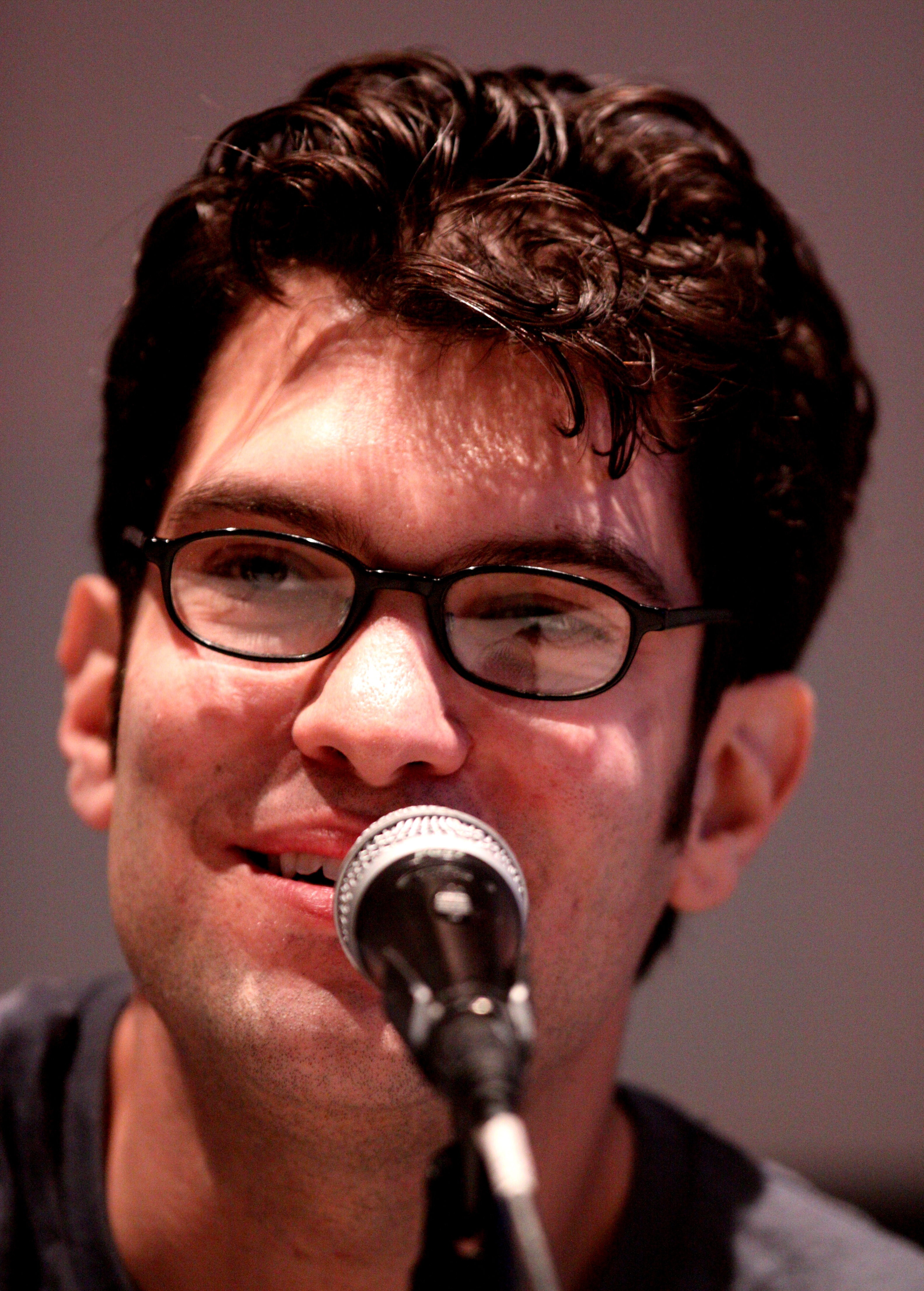
Dan Mintz (2010) jako Tina Belcher
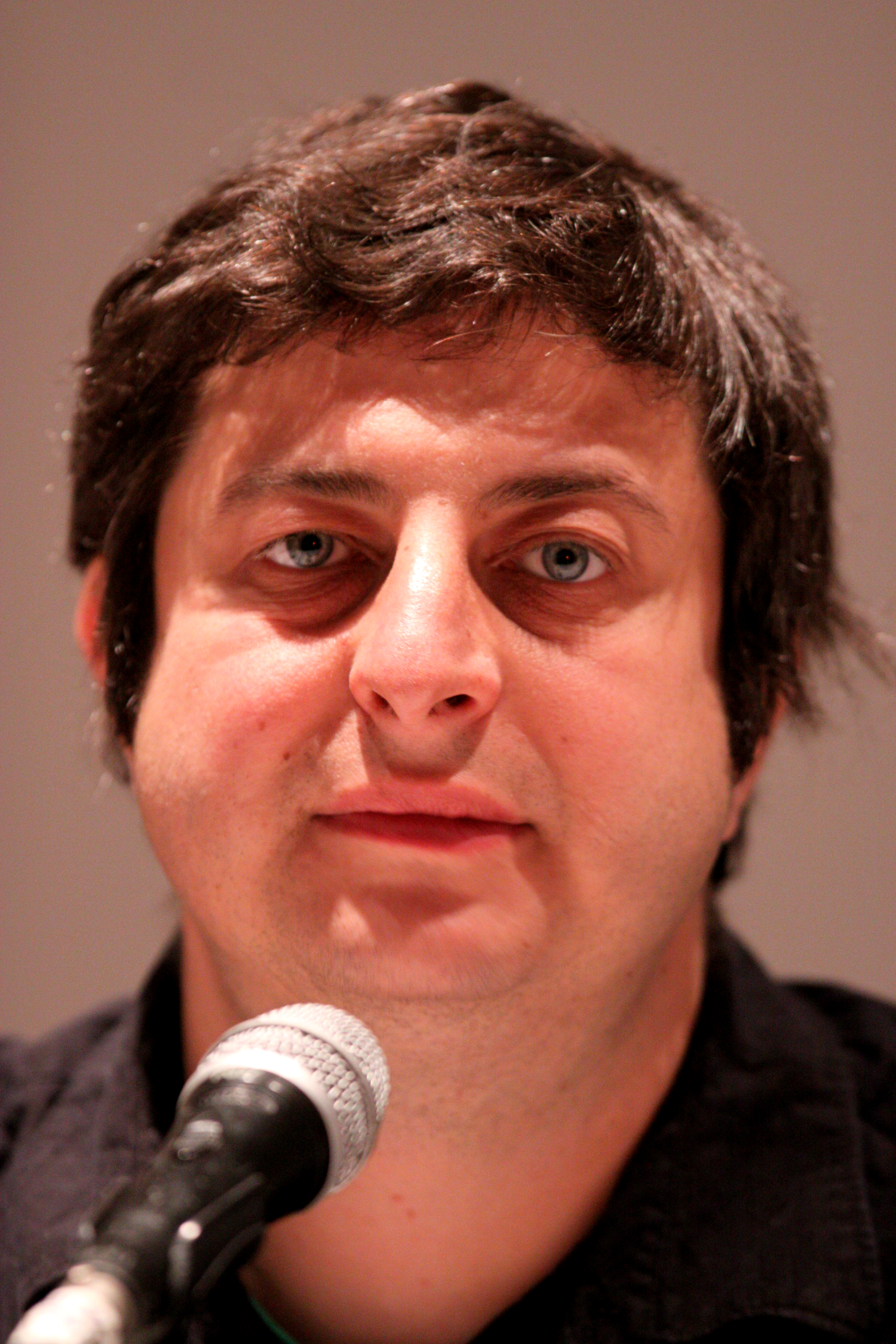
Eugene Mirman (2010) jako Gene Belcher
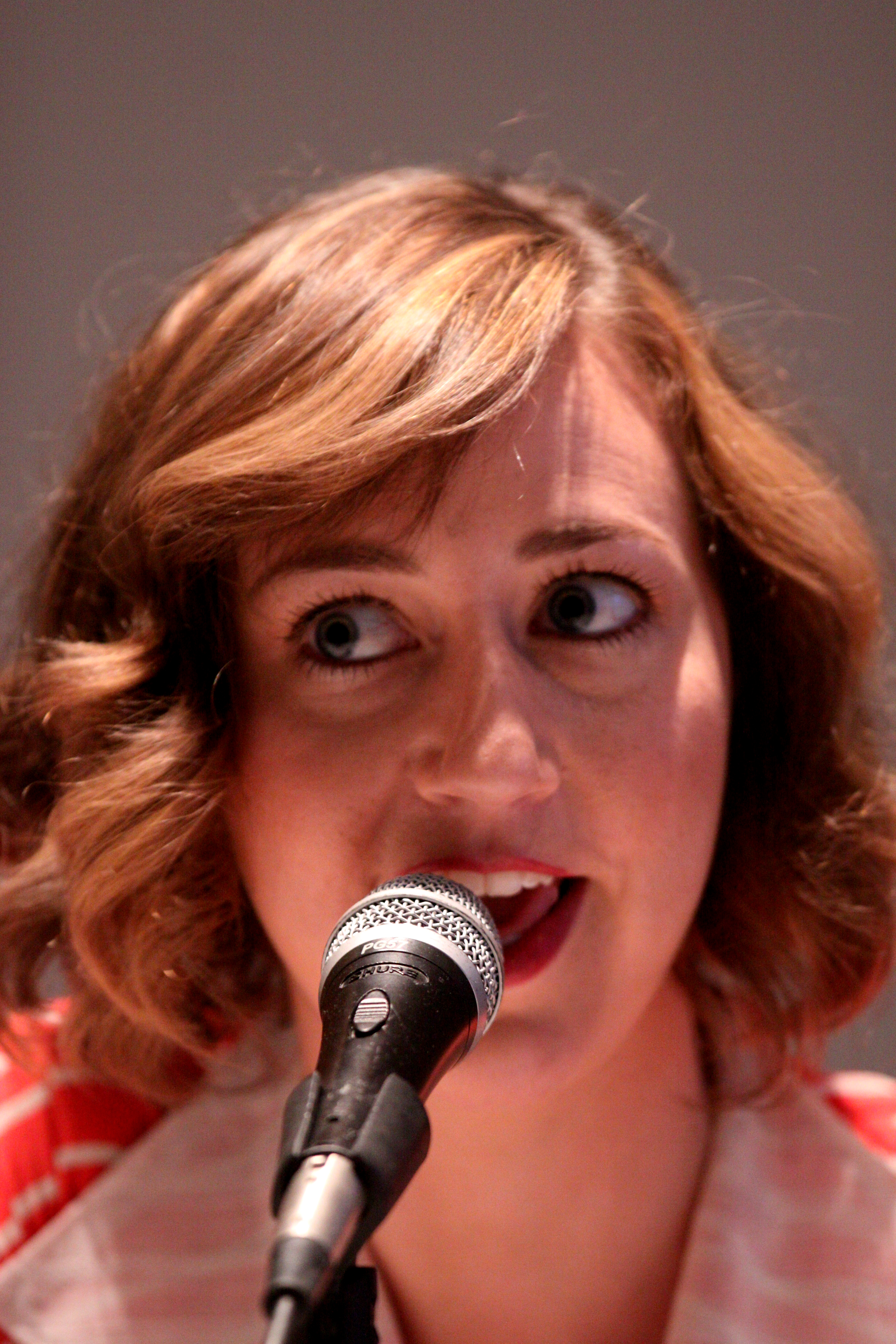
Kristen Schaal (2010) jako Louise Belcher

## Emisja w Polsce
W Polsce, premiera serialu miała miejsce 14 marca 2012 roku na antenie telewizji Fox. Stacja zakończyła emisję 1. sezonu, 25 kwietnia. 2. sezon serialu stacja emitowała od 2 stycznia do 30 stycznia 2013 roku. Od 8 stycznia 2014 roku, stacja Fox emituje 3. sezon. Od 8 lutego, stacja powtarza odcinki 1. i 2. sezonu. Od 4 czerwca 2022 roku, wraz wejściem Disney+ do Polski, Bob's Burgers można oglądać na tej platformie.

## Lista odcinków
| Seria | Odcinki      | Oryginalna emisja   | Oryginalna emisja | Oryginalna emisja    | Oryginalna emisja |
| Seria | Odcinki      | Premiera serii      | Finał serii       | Premiera serii       | Finał serii       |
| ----- | ------------ | ------------------- | ----------------- | -------------------- | ----------------- |
| 1     | 1−13 (13)    | 9 stycznia 2011     | 22 maja 2011      | 14 marca 2012        | 25 kwietnia 2012  |
| 2     | 14−22 (9)    | 11 marca 2012       | 22 maja 2012      | 2 stycznia 2013      | 30 stycznia 2013  |
| 3     | 23−45 (23)   | 30 września 2012    | 12 maja 2013      | 8 stycznia 2014      | 26 marca 2014     |
| 4     | 46−67 (22)   | 29 września 2013    | 18 maja 2014      | 20 stycznia 2015     | 31 marca 2015     |
| 5     | 68−88 (21)   | 5 października 2014 | 17 maja 2015      | 7 kwietnia 2015      | 16 czerwca 2015   |
| 6     | 89−107 (19)  | 27 września 2015    | 22 maja 2016      | 2016                 | 2016              |
| 7     | 108−129 (22) | 25 września 2016    | 11 czerwca 2017   | 2017                 | 2017              |
| 8     | 130−150 (21) | 1 października 2017 | 20 maja 2018      | 2018                 | 2018              |
| 9     | 151−172 (22) | 30 września 2018    | 12 maja 2019      | 26 października 2019 | 3 grudnia 2019    |
| 10    | 173−195 (22) | 29 września 2019    | 17 maja 2020      | 2020                 | 2020              |
| 11    | 196−217 (22) | 27 września 2020    | 23 maja 2021      | 2021                 | 2021              |
| 12    | 218−239 (22) | 26 września 2021    | 22 maja 2022      | 2022                 | 2022              |
| 13    | 240−262 (22) | 25 września 2022    | 30 kwietnia 2023  | 2023                 | 2023              |
| 14    | 263−278 (16) | 1 października 2023 | 22 września 2024  | 2024                 |                   |